# Gemeinsame Verfassungskommission
Die Gemeinsame Verfassungskommission (GVK) wurde Ende November 1991 durch die beiden deutschen Gesetzgebungsorgane Bundestag und Bundesrat eingesetzt, um sich nach Art. 5 des Einigungsvertrages „mit den im Zusammenhang mit der deutschen Einigung aufgeworfenen Fragen zur Änderung oder Ergänzung des Grundgesetzes zu befassen, insbesondere
- in Bezug auf das Verhältnis zwischen Bund und Ländern entsprechend dem Gemeinsamen Beschluß der Ministerpräsidenten vom 5. Juli 1990,[1]
- in Bezug auf die Möglichkeit einer Neugliederung für den Raum Berlin/Brandenburg abweichend von den Vorschriften des Artikels 29 des Grundgesetzes durch Vereinbarung der beteiligten Länder,
- mit den Überlegungen zur Aufnahme von Staatszielbestimmungen in das Grundgesetz sowie
- mit der Frage der Anwendung des Artikels 146 des Grundgesetzes und in deren Rahmen einer Volksabstimmung.“

Das Gremium konstituierte sich am 16. Januar 1992 und war ein Kompromiss aus der Bestätigung des bisherigen Grundgesetzes und der Forderung nach einer neuen Verfassung für das vereinte Deutschland. Unter dem Vorsitz von Henning Voscherau (SPD) und Rupert Scholz (CDU) erörterten die 64 Mitglieder durch die Vereinigung notwendig gewordene Grundgesetzänderungen. Es ging dabei vor allem um
- eine Neubestimmung der Kompetenzen von Bund und Ländern in der Gesetzgebung,
- die Frage einer abschließenden Volksabstimmung über die Grundgesetz-Reform gemäß Art. 146 GG,
- eine Erweiterung der Grundrechte durch die Aufnahme von sogenannten Staatszielen wie Umweltschutz oder den Ausbau der Gleichberechtigung von Frauen und Männern, sowie
- eine Prüfung, ob einzelne Artikel nicht aufgrund der Europäischen Integration neu formuliert werden müssten oder gar zu streichen seien.

Zahlreiche gesellschaftliche Gruppierungen versuchten, durch Initiativanträge Einfluss zu nehmen. Letztlich blieb es aber, besonders in der Föderalismusreform, bei marginalen Empfehlungen zur Korrektur des Grundgesetzes.
Am 5. November 1993 legte die Kommission ihren Abschlussbericht vor (Bundestags-Drucksache 12/6000). Größere Änderungen seien ebenso entbehrlich wie eine Volksabstimmung über das Grundgesetz, die dessen bereits bestehender Legitimation nichts mehr hinzufügen könne. Dies entspricht der ganz überwiegenden Ansicht in der staatsrechtlichen Literatur, wonach in dem Fehlen einer Abstimmung durch das Volk oder eines anders gearteten Plebiszits kein Legitimationsdefizit des Grundgesetzes gesehen werden kann. Dennoch weist der Bericht auch auf die integrierende Wirkung im Falle der Herbeiführung eines Volksentscheids hin.
Den Vorschlägen der Kommission folgte das Gesetz zur Änderung des Grundgesetzes vom 27. Oktober 1994 nur bedingt. Es änderte die Artikel 3, 28, 72, 74, 75, 76, 77, 80, 87 und 93 des Grundgesetzes und fügte ihm die neuen Artikel 20a, 118a und 125a hinzu. Weitere Vorschläge der Kommission zur Verankerung von Staatszielen sowie auch zum Tier- und Minderheitenschutz fanden in dem Gesetz zur Änderung des Grundgesetzes von 1994 keine Beachtung.